# تاريخ علم البصريات
بدأ علم البصريات بتطوّر العدسات على أيدي قدامى المصريين وسكان بلاد الرافدين، ثم وضع فلاسفة الإغريق نظريات حول الضوء والإبصار، وبعدها تطوّر علم هندسة البصريات في العالم اليوناني الروماني. اشتُقّت كلمة «optics» التي تعني البصريات، من الكلمة اليونانية «τα ὀπτικά» التي تعني المظهر أو انظُر. شهد علم البصريات تطوّرًا بارزًا خلال العصر الذهبي للإسلام وتطويرهم لفيزياء البصريات واستكشافهم لوظائف وتركيب العين البشرية، ثم شهد تطوّرًا بارزًا آخر في عصر أوروبا الحديثة المبكرة، حيث بدأ التعرّف على مفهوم الحيود. يُطلق الآن على دراسات تلك الفترة مصطلح «البصريات التقليدية». أما مصطلح «البصريات الحديثة»، فيُشير إلى أبحاث البصريات التي توسّعت بدرجة كبيرة خلال القرن العشرين كعلوم البصريات الطبيعية وبصريات الكم.

## علم البصريات قديمًا
في القرن الخامس قبل الميلاد، افترض إيمبيدوكليس أن كل شيء أصله أربع عناصر تقليدية؛ النار والهواء والماء والأرض. واعتقد بأن أفروديت صنعت العين البشرية من العناصر الأربعة، فجعلت النار تخرج من العين، فيتمكن الإنسان من الرؤية. ولو اعتُبر ذلك صحيحا، فبمقدرة الإنسان أن يرى ليلاً. وليحلّ تلك المعضلة، افترض بأن هناك تفاعلاً يحدث بين الأشعة التي تخرج من العين والأشعة التي تخرج من الأشياء، والمتغلّب منهما يحدد مقدرتنا على الرؤية. وقد لاحظ إقليدس أن الأشياء التي تُرى بزاوية رؤية أكبر تظهر أكبر حجمًا، والتي تُرى بزاوية رؤية أصغر تظهر أصغر حجمًا، أما إذا نظرنا إليها بزاوية معتدلة، تظهر بحجمها الصحيح. كما ربط إقليدس بين الحجم الظاهري وبُعد مسافته عن العين، ودرس الأشكال الظاهرية للأسطوانات والمخاريط عند النظر إليها من زوايا مختلفة. وفي القرن الثاني الميلادي، درس بطليموس الانعكاس والانكسار، حيث قاس درجات الانكسار في أوساط الهواء والماء والزجاج، ودوّن نتائجه، وعلّق قائلاً أنه عدّل قياساته لتتناسب مع فرضيته بأن زاوية الانكسار لا تتناسب مع زاوية السقوط.

## نشأة علم هندسة البصريات
في البداية، اهتم الفلاسفة بتفسير كيفية الرؤية دون التطرّق إلى الأمر من أبعاده المادية والتشريحية والنفسية. يعد إقليدس أول من كتب في هندسة البصريات، حيث بدأ دراسته للبصريات تزامُنًا مع دراسته للهندسة. حدّد إقليدس عددًا النقاط عدّها من البديهيات، وهي أن أشعة الرؤية تتجه في خط مستقيم إلى الأشياء، وأن تلك الأشعة الواقعة على الأشياء شكلها مخروطي، وأن المناطق المرئية من الأشياء هي تلك التي وقعت عليها أشعة الرؤية، وأن الأشياء التي تُرى بزاوية رؤية كبيرة تظهر أكبر مما تبدو في الحقيقة، وأن الأشياء التي تُرى بأشعة عالية تظهر عالية، وأن الأشعة اليمنى واليسرى تظهر يمينًا ويسارًا، وأن الأشياء التي تُرى من زوايا مختلفة تبدو أكثر وضوحًا. لم يحدد إقليدس الطبيعة المادية لأشعة الرؤية، ولكن باستخدام المبادئ الهندسية درس إقليدس أثر أشعة الرؤية في كيفية ظهور المناظير، واستدارة الأشياء المرئية من بعيد. كان تحليل إقليدس مقصورًا على الرؤية المباشرة البسيطة، ثم جاء بعده هيرو السكندري الذي وسّع استخدام المبادئ الهندسية في دراسة البصريات لتشمل مسألة الانعكاس. بل وعلّق أحيانًا على الطبيعة المادية لأشعة الرؤية، موضحًا أنها تنتقل بسرعة كبيرة من العين إلى الشيء المرئي، وأنها تنعكس على الأسطح الملساء، ولكنها قد تنحبس في مسام الأسطح غير المصقولة، وهو ما عُرف بعد ذلك بنظرية الانبعاثات. أشار هيرو إلى تساوي زاويتي السقوط والانعكاس على الأرضيات التي تُمثّل أقصر المسارات بين الشيء والشخص الراصد له. وعلى هذا الأساس، كان هيرو قادرًا على تحديد العلاقة الثابتة بين الشيء وصورته في مرآة مستوية.
اعتقد بطليموس اعتقاد هيرو بأن أشعة الرؤية تنطلق من العين إلى الجسم المرئي، ولكنه خالفه في اعتبار أن الأشعة المرئية لم تكن خطوط منفصلة، بل كانت متصلة مخروطية الشكل. لم يدرس بطليموس الرؤية المباشرة والمنعكسة فقط، بل ودرس حيود الرؤية عند رؤية الأشياء عبر وسطين مختلفي الكثافة. أجرى بطليموس تجارب لقياس مسار الرؤية عند النظر من الهواء إلى الماء، ومن الهواء إلى الزجاج، ومن الماء إلى الزجاج، ووضّح العلاقة بين الأشعة الساقطة والمنكسرة في جدول.

## البصريات في العصر الإسلامي الذهبي

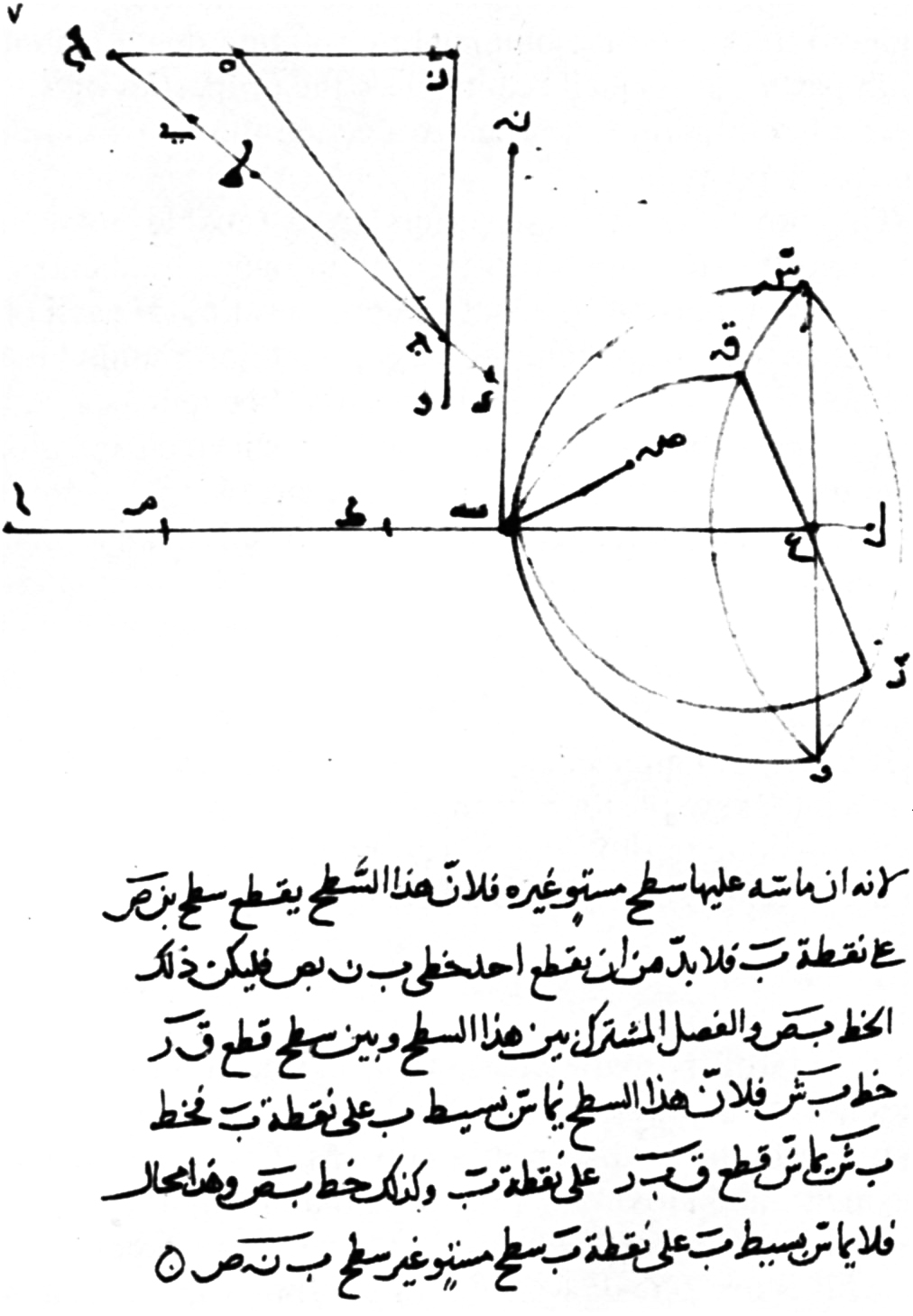
إعادة تجميع لقطعة من مخطوطة لابن سهل تُبيّن اكتشافه لقانون الانكسار.

كان يعقوب بن إسحاق الكندي أحد أقدم المهتمّين بدراسة البصريات في العالم الإسلامي. وفي مؤلّفه الذي عرفه الغرب باسم «De radiis stellarum» وضع الكندي نظرية تقول بأن: «كل شيء في العالم... يبعث أشعته في كل اتجاه، فتملأ أرجاء العالم». كان لتلك النظرية أثرها على العلماء من بعده أمثال ابن الهيثم وروبرت جروسيتيست وروجر باكون. وفي سنة 984 م، كتب الرياضياتي العلاء بن سهل مخطوطته «رسالة حول المرايا الحارقة والعدسات» شرح فيها رأيه حول كيفية قيام المرايا الكروية والعدسات بثني وتركيز الضوء. في هذا العمل، اكتشف ابن سهل خصائص انكسار الضوء، ووضع قانونًا رياضيًا يُكافئ قانون الانكسار المتعارف عليه الآن. واستخدم قانونه في تقدير أشكال العدسات والمرايا اللازمة لتركيز الضوء في نقطة واحدة على محورها.

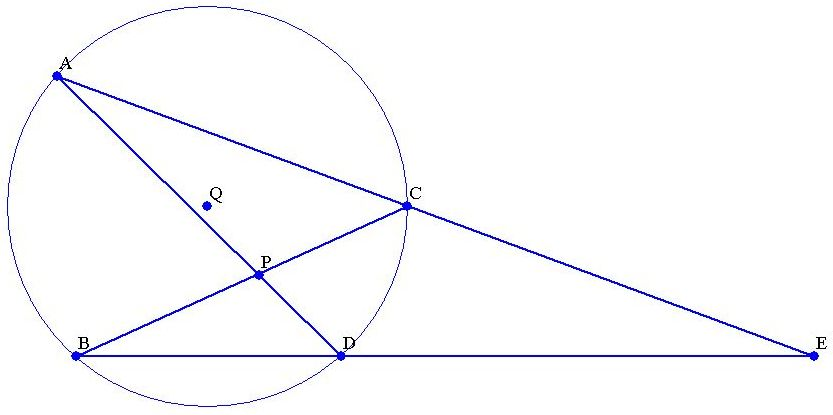
نظرية ابن الهيثم.

وضع ابن الهيثم تحليلاً شاملاً ومنهجيًا لنظريات البصريات اليونانية. كان لابن الهيثم في هذا المجال إنجازان هامان، أولهما إصراره على أن الرؤية تحدث عندما تقع الأشعة الصادرة عن الأشياء على العين؛ والثاني بتحديده الطبيعة الفيزيائية للأشعة التي ناقشها علماء هندسة البصريات من قبل، وحدّد تلك الأشعة بأنها أشكال من الضوء والألوان، ثم قام بتحليل تلك الأشعة وفقًا لمبادئ هندسة البصريات. ألّف ابن الهيثم العديد من الكتب في مجال البصريات، أهمها كتاب «المناظر» الذي تُرجم إلى اللاتينية، ونشر أفكار ابن الهيثم في أوروبا الغربية، وكان له تأثير كبير على التطورات اللاحقة في مجال البصريات.
اتفق ابن سينا مع ابن الهيثم أن سرعة الضوء محدودة، كما لاحظ أن الإحساس بالضوء يرجع إلى انبعاث نوع من الجسيمات من المصدر المضيء، وأن سرعة الضوء لا بد وأن تكون محدودة. كما وافقه أبو الريحان البيروني في كون سرعة الضوء محدودة، وكان أول من اكتشف أن سرعة الضوء أكبر من سرعة الصوت. وفي القرن الحادي عشر الميلادي، كتب ابن معاذ الجياني «رسالة في انعكاس الضوء في الأفق» التي كانت كُتيّبًا صغيرًا احتوي على تقديره لزاوية انخفاض الشمس عند الشروق وعند الغروب، وحاول بناءً على تلك قيمة الزاوية ومعلومات أخرى حساب ارتفاع الرطوبة في الغلاف الجوي المسؤولة عن انكسار أشعة الشمس. ومن خلال تجاربه، توصّل إلى أن قيمة زاوية الانخفاض 18° التي تُقارب القيمة التي تم التوّصل إليها بعدئذ. وبعد قرنين من الزمان، استكمل قطب الدين الشيرازي وتلميذه كمال الدين الفارسي أعمال ابن الهيثم، وكانا أول من قدّم التفسير الصحيح لظاهرة قوس قزح التي نشرها الفارسي في كتابه «تنقية المناظر».

## البصريات في أوروبا العصور الوسطى

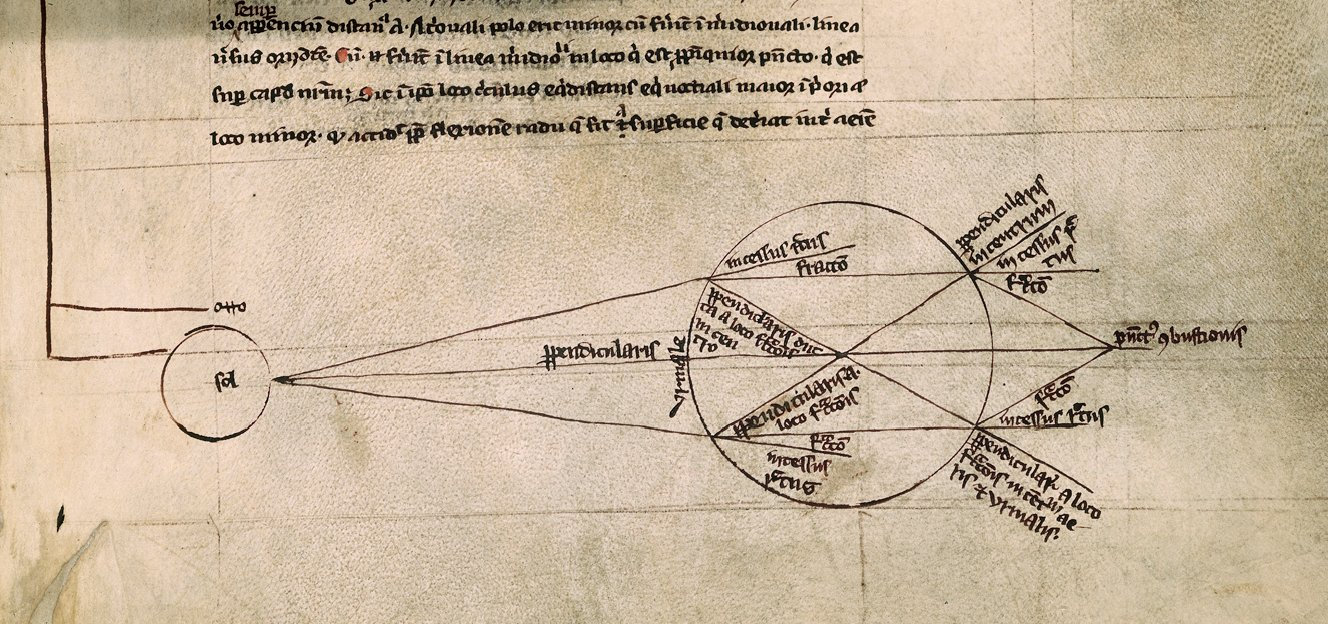
رسم بياني يُظهر الضوء وهو ينكسر من خلال كرة زجاجية مملوئة بالماء. (من كتاب روجر بيكون «تكاثر الأنواع»)

في القرن الثالث عشر الميلادي، كتب الأسقف الإنجليزي روبرت جروسيتيست العديد من الكتابات العلمية، وجدّد أعمال أرسطو. كان أعمال جروسيتيست انتقالاً من الأفلاطونية إلى أرسطية جديدة، حيث مال إلى تطبيق الرياضيات والأخذ بأفكار أفلاطون حول الضوء في العديد من كتاباته. ويُنسب إليه الفضل في مناقشة الضوء من أربعة مناحي: معرفية الضوء، أصل الضوء، فيزياء الضوء، لاهوتية الضوء. وبعيدًا عن معرفية ولاهوتية الضوء، كان وصف جروسيتيست لأصل الضوء تفسيرًا لأصل الكون فيما وصف بعد ذلك بنظرية الانفجار الكبير في القرون الوسطى. كما استلهم جروسيتيست من سفر التكوين من آية: «وقال الله ليكن نور، فكان نور»(تك 1:3)، فوصف العملية اللاحقة للخلق بأنها عملية مادية طبيعية نشأت عن قوة متولدة من تمدد كرة من الضوء. كما أظهر اعتقاده بأن الضوء هو عامل أساسي في نشأة المادة في كتابه «الخطوط والزوايا والأشكال» الذي أكّد فيه أن «العامل الطبيعي ينشر قواه من ذاته إلى المُتلقّي»، وفي كتابه «طبيعة الأماكن» قال: «كل عمل طبيعي تختلف قوته وضعفه من خلال اختلاف الخطوط والزوايا والأشكال».
تأثر الراهب الفرنسيسكاني الإنجليزي روجر باكون كثيرًا بأعمال جروسيتيست حول أهمية الضوء. استشهد بيكون في أعماله حول البصريات بالعديد من الأعمال الفلسفية والبصرياتية المترجمة حديثًا، والتي شملت أعمال ابن الهيثم وأرسطو وابن سينا وابن رشد وإقليدس والكندي وبطليموس وتيدوس وقسطنطين الإفريقي. وبالرغم من أنه لم يكن مُقلّدًا، إلا أنه استقى في كتاباته التحليل الرياضياتي للضوء والرؤية من ابن الهيثم. ولكنه أضاف إليه المفهوم الأفلاطونية الجديد، الذي ربما اقتبسه من جروسيتيست، بأن «كل كائن يُشعّ أنواع تؤثر على ما حولها من الأشياء المُجهّزة لاستقبال تلك الأنواع». مع ملاحظة أن استخدام بيكون للمصطلح «أنواع» يختلف تمامًا عن تصنيف الأنواع الذي أسست له الفلسفة الأرسطية.
كتب راهب فرنسيسكاني إنجليزي آخر هو جون بيكهام كتابه «المنظور العام Perspectiva communis» الذي يُعد أبرز كتب البصريات في العصور الوسطى، والذي اعتمد في كتابته على أعمال بيكون وجروسيتيست وغيرهم ممن سبقوه. ركّز بيكهام في كتابه على آلية الرؤية بدلاً من التركيز على طبيعة الضوء والألوان. أخذ بيكهام برأي ابن الهيثم في هذا الشأن، ولكنه علّق عليه بنفس طريقة روجر بيكون في التعليق. اعتمد ويتلو كسابقيه على الأعمال القديمة المترجمة من اليونانية القديمة والعربية ليكتب عمله الضخم «Perspectiva». أخذ ويتلو بنظرية ابن الهيثم حول الرؤية، وأهمل فكرة بيكون حول «الأنواع»، على الرغم من أن بعض الفقرات في كتابه تُظهر تأثّره بأفكار بيكون. لم يكن لأعمال ويتلو التأثير الذي كان لأعمال بيكهام وبيكون، ولكن زاد الاهتمام بأعماله وأعمال بيكون مع اختراع الطباعة. كما استطاع ثيودوريك الفرايبورغي أن يتوصّل إلى أحد أوائل التحليلات الرياضياتية الصحيحة لظاهرة قوس قزح، في الوقت نفسه الذي استطاع فيه كمال الدين الفارسي تقديم التفسير نفسه للظاهرة (دون اتصال بينهما) في كتابه «تنقية المناظر» الذي عقّب فيه على كتاب «المناظر» لابن الهيثم، الذي اعتمد عليه كليهما.

## البصريات في عصر النهضة وبداية العصر الحديث
استأنف يوهانس كيبلر الدراسات حول قوانين البصريات في مقالته حول القمر سنة 1600 م. كان الكسوف والخسوف وحجم الظلال واللون الأحمر للخسوف الكامل والضوء غير العادي المحيط بالشمس في الكسوف الكامل ظواهر غير مُفسّرة ترتبط بالانكسار في الغلاف الجوي. أوقف كيبلر أعماله معظم سنة 1603 م، ووجّه تركيزه للعمل على النظرية البصرية. وفي 1 يناير 1604 م، قدّم كيبلر خلاصة أبحاثه تلك في كتاب إلى الإمبراطور الروماني المقدس سمّاه «الجانب البصري في علم الفلك Astronomiae Pars Optica». وصف كيبلر في كتابه قانون التربيع العكسي الذي يحدد شدة الضوء، وشرح الانعكاس على المرايا المسطحة والمنحنية، ومبادئ الكاميرا ذات الثقب، والظواهر البصرية في الفلك مثل التزيح، والأحجام الظاهرية للأجسام السماوية. يُعد كتاب كيبلر المؤسس لعلم البصريات الحديث. (على الرغم من أنه لم يتطرق إلى قانون الانكسار).
في سنة 1621 م، توصّل ويلبرورد سنيليوس إلى صياغة قانون رياضي للانكسار، يُعرف الآن بقانون سنيل، الذي استخدمه رينيه ديكارت لاحقًا ليتوصل إلى أن نصف القطر الزاوي لقوس قزح يساوي 42°. كما توصّل إلى اكتشاف الانعكاس المنتظم حين نشر ذلك في مقالته حول البصريات.
درس إسحاق نيوتن انكسار الضوء، وشرح أنه عند مرور ضوء أبيض خلال موشور مشتت فإنه سيُشكّل طيفًا من الألوان، وأنه في وجود عدسة وموشور آخر يمكن توحيد هذه الألوان إلى اللون الأبيض مجددًا. كما أوضح أن الضوء الملوّن لا يُغيّر خصائصه. أجرى نيوتن تجربة لإثبات ذلك، حيث سلّط ضوءً ملونًا على عدة أشياء، وأثبت أنه بغض النظر عن انعكاس أو تشتت أو انقسام الضوء، سيحتفظ الضوء بلونه. وبالتالي أيضًا، أثبت أن اللون هو نتيجة سقوط ضوء ملون على الأشياء، وليست الأشياء هي من تولّد اللون. استنتج نيوتن أيضًا أن أي مقراب منحني سيُعاني من تشتت الضوء إلى عدة ألوان، فصنع المقراب العاكس (المعروف اليوم بمقراب نيوتن) ليتجاوز تلك المشكلة. وفي سنة 1671 م، طلبت الجمعية الملكية من نيوتن شرح فكرة مقرابه العاكس أمامها. شجع ذلك نيوتن على نشر كتابه «حول الألوان»، الذي وسّعه بعد ذلك ليُصبح كتاب «البصريات». زعم نيوتن أن الضوء يتكون من جسيمات، وأنه يحيد عند تسريعه في وسط أكثر كثافة، لكنه قرنها بالموجات ليُفسّر مسألة حيود الضوء.
في سنة 1672 م، أجرى كريستيان هوغنس تجربته على ظاهرة الانكسار المزدوج التي اكتشفها راسموس بارثولين سنة 1669 م. لم يتمكن هوغنس في البداية من تفسير النتائج التي توصّل إليها، ثم استطاع تفسيرها بعدئذ على ضوء نظريته الموجية، ومفهوم منشئ المنحنى. كما طوّر أفكارًا حول انحناء الضوء. وفي سنة 1678 م، شرح كريستيان هوغنس الصيغة الرياضية لنظريته حول الطبيعة الموجية للضوء أمام الأكاديمية الفرنسية للعلوم، ثم نشر نظريته في كتابه «مقالة حول الضوء» الذي صدر سنة 1690 م، وأشار إلى أنه استفاد من مخطوطة إينياس-غاستون باردي في البصريات التي ساعدته في وضع نظريته. اعتمد هوغنس على مبدأ ثبات سرعة الضوء، وهي النقطة التي كانت محور تجربة أجراها أوول رومر في مرصد باريس الفلكي سنة 1679 م، ولكن هوغنس لم يأخذ بتجربته، واعتبر تلك المسألة من المُسلّمات. وفي سنة 1675 م، افترض نيوتن في كتابه «فرضية النور» وجود أثير مضيء لنقل القوى بين الجسيمات. وفي عام 1704 م، نشر نيوتن كتاب البصريات الذي شرح فيه نظرية الانبعاث الذي اعتبر فيها أن الضوء يتكون من جسيمات دقيقة للغاية، وأن المواد العادية تتكون من جسيمات أكبر من جسيمات الضوء، وتكهن بأنه من خلال نوع من عمليات التحول الخيميائية، فقال: «أليست الأجسام الكبيرة والضوء قابلة للتحويل بين بعضهم البعض... وقد لا تتلقى الأجسام الكثير من نشاطها من خلال جسيمات الضوء التي تدخل في تركيبها؟». لم يتقبل نيوتن نظرية هوغنس، وأيد بدلاً من ذلك وبرر ذلك بأن الموجات الطولية لا يمكن تنكسر.

## دراسات الحيود البصري

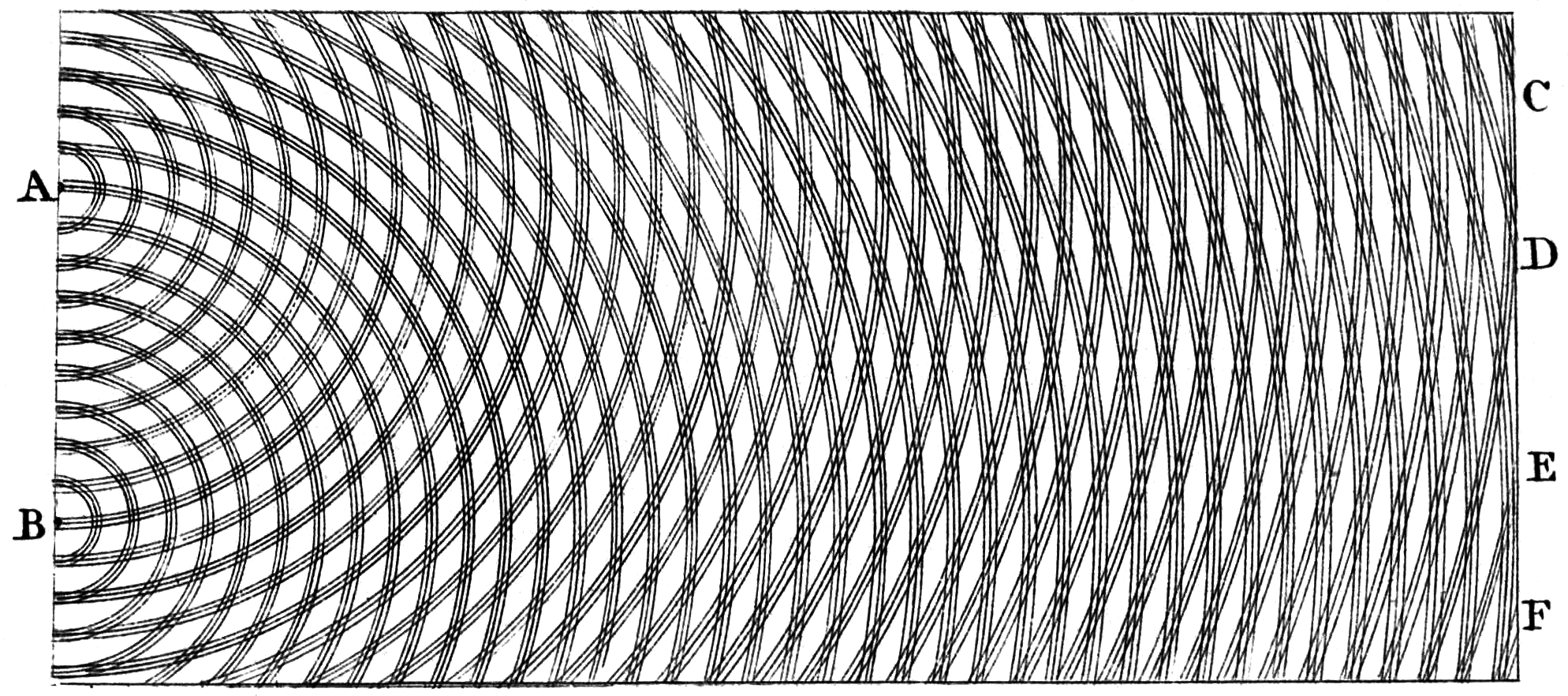
رسم توماس يونغ للحيود من خلال شقين، الذي قدّمه للجمعية الملكية سنة 1803 م.

كان فرانشيسكو ماريا جريمالدي أول من لاحظ وحدد بعناية خصائص حيود الضوء، ونُشرت نتائج بحثه بعد وفاته سنة 1665 م. درس إسحاق نيوتن تلك النتائج، وأرجعها إلى التواء أشعة الضوء. لاحظ جيمس جريجوري آثار الحيود التي سببتها مرور الضوء خلال ريشة طائر، والتي كانت عمليًا أول محزز للحيود. وفي سنة 1803 م، قام توماس يونغ بتجربته الشهيرة التي رصد فيها تداخل الضوء المار من شقين متقاربين. استخلص يونغ من تجربته أن التداخل الذي حدث بعد مرور الضوء من الشقين، يُدلّل على أن الضوء لا بد وأن يكون قد انتشر في صورة موجات. ووجد أنه لا يمكن أن تفسير النتائج بفرضية جزيئات الضوء، ووجد أن الحل ممكن من خلال نظريته الموجة العرضية. وفي سنة 1818 م، نشر أوغستان-جان فرينل مذكرة حول حيود الضوء، وقدّمها إلى الأكاديمية العلمية الفرنسية. اعتمد فرينل على تجربة يونغ في اكتشافاته وحساباته الرياضية. جعلت النتائج التي توصل إليها فرينل مبدأ هوغنس حول الضوء ظاهرة بصرية، خاصة فيما يتعلق بخاصية الانكسار المزدوج عند مرور الضوء عبر معدن الكالسيت، مما أعطى دعمًا كبيرًا لنظرية هوغنس الموجية للضوء على حساب نظرية نيوتن لجسيمات الضوء.

## صناعة العدسات
صُنعت أقدم العدسات المعروفة من بلورة مصقولة، غالبًا من الكوارتز، وهي ترجع إلى ما قبل سنة 750 ق.م كعدسات نمرود الآشورية. كما وجدت عدسات مشابهة في مصر القديمة واليونان القديمة وبابل القديمة. صنع قدماء الرومان والإغريق عدسات بملئهم لكُرات زجاجية بالماء. ولم تظهر العدسات الزجاجية إلا في العصور الوسطى.
أما أقدم الدلائل على استخدام التكبير، فيرجع إلى نقوشات هيروغليفية مصرية من القرن الخامس قبل الميلاد تُصوّر عدسة زجاجية بسيطة هلالية الشكل. أما أقدم تدوين مكتوب عن التكبير، فيعود إلى القرن الأول الميلادي عندما كتب سنكا مُربّي الإمبراطور نيرون: «مهما كانت الرسائل صغيرة وغير واضحة، فستُرى أكبر وأكثر وضوحًا من خلال كرة أو زجاج مملوء بالماء». وقيل أن الإمبراطور نيرون كان يشاهد مباريات المصارعين باستخدام عدسة تصحيحية من الزمرد.
كتب ابن الهيثم في كتابه «المناظر» عن الكاميرا ذات الثقب والعدسات المقعرة والعدسات المكبرة. وفي الفترة بين القرنين الحادي عشر والثالث عشر الميلاديين، اختُرعت أحجار القراءة التي استخدمها الرهبان أحيانًا للمساعدة في الإضاءة لقراءة المخطوطات، وكانت عدسة بدائية محدبة تُصنع بقطع كرة زجاجية نصفين. مع الوقت، لوحظ أنه كلما كانت العدسة مُسطّحة أكثر، زادت كفائتها في التكبير. حوالي سنة 1286 م، تقريبًا في مدينة بيزا، صنع أول زوج من النظارات، ولكن من غير المعروف من كان مخترعها على وجه التحديد.
أما أقدم مقراب معروف، فكان المقراب الانكساري صنع في هولندا سنة 1608 م، ويُنسب تطويره إلى هانس ليبرشي وزاكرياس يانسن وجاكوب ميتيوس. وفي سنة 1668 م، صنع إسحاق نيوتن أول مقراب عاكس. وبالحديث عن أول مجهر، فقد تم اختراعه حوالي سنة 1595 م في ميديلبورخ في جمهورية هولندا، ويُنسب فضل اختراعه إلى هانس ليبرشي (الذي كان أيضًا أول من صنع مقراب حقيقي)؛ وهانز يانسن، وابنه زاكرياس. وكان جيوفاني فابر أول من صاغ مصطلح مجهر «microscope»، الذي أطلق الاسم على مجهر غاليليو غاليلي المركّب سنة 1625 م.

## علم البصريات الكمّية
يتكون الضوء من جزيئات تسمى الفوتونات، وبالتالي هو وحدة كمّية. وتعد بصريات الكم العلم الذي يدرس طبيعة وآثار الضوء كفوتونات كميّة. كان ماكس بلانك أول من أشار إلى أن الضوء قد يكون مادة كمّية، وذلك سنة 1899 م، عندما طرح نموذجه الصحيح حول إشعاع الجسم الأسود بافتراضه أن تبادل الطاقة بين الضوء والمادة يحدث فقط في كميات منفصلة سمّاها «الكمّ». ولكن لم يكن معروفًا ما إذا كان مصدر هذه الكمّات المنفصلة المادة أم الضوء.:231–236 في عام 1905، نشر ألبرت أينشتاين نظريته حول الظاهرة الكهروضوئية، وبدا أن التفسير الوحيد الممكن لها هو أن الضوء يمثل مادة كمّية. وفي وقت لاحق، أثبت نيلز بور أن الذرات تنبعث منها كميات منفصلة من الطاقة. لم يكن فهم التفاعل بين الضوء والمادة من خلال تلك النظريات أساسًا لعلم البصريات الكمّية فقط، بل وكان أيضًا حاسمًا لتطوير ميكانيكا الكم ككل. ومع ذلك، ظلت فروع ميكانيكا الكم تتعامل مع تفاعل المادة-الضوء كأبحاث حول المادة بدلاً من الأبحاث حول الضوء.
مع اختراع الميزر سنة 1953 م، والليزر سنة 1960 م تغير الأمر، فقد أصبحت علوم الليزر مجالاً بحثيًا هامًا، حيث اهتمت ميكانيكا الكم التي أصبحت من أساسيات أبحاث الليزر بخواص الضوء، وأصبح اسم «البصريات الكمّية» مألوفًا. ونظرًا لكون علوم الليزر لا بد وأن تُبنى على أسس نظرية قوية، كما أن البحث في هذا المجال يُؤتي ثماره سريعًا، زاد الاهتمام بالبصريات الكمية. كانت أعمال بول ديراك في نظرية الحقل الكمومي، وجورج سودارشان وروي ج. غلاوبر وليونارد ماندل في تطبيق نظرية الكم على المجال الكهرومغناطيسي في خمسينيات وستينيات القرن العشرين إلى التوصّل إلى مفهوم الحالة المتماسكة كوصف كمّي لضوء الليزر، ولإدراك أن بعض حالات الضوء لا يمكن وصفها بمفهوم الموجات القديم.